# Kastila
Kastila (lat. Castilla), rod drveća u tropskim predjelima Amerike. Pripada porodici dudovki a smješten je u tribus Antiarideae.

## Vrste
1. Castilla elastica Cerv.
2. Castilla tunu Hemsl.
3. Castilla ulei Warb.

## Sinonimi
- Castilloa Endl.